# Univerzita v Sussexu
Univerzita v Sussexu (anglicky: University of Sussex) je veřejná výzkumná univerzita v obci Falmer, v anglickém hrabství Východní Sussex. Většina budov se nachází na území města Brighton and Hove. Od města Brighton, jež je vzdáleno asi 5 kilometrů, odděluje univerzitní areál Národní park South Downs. Jádro univerzity bylo založeno roku 1959 jakožto University College of Sussex. V roce 1961 škola získala královskou univerzitní chartu, jakožto první z tzv. skleněných univerzit. Více než třetina jejích studentů je zapsána v postgraduálních programech a přibližně třetina jsou také cizinci. Mezi tisícovkou akademiků jsou zástupci 140 národností.